# Danh sách cá nhân, tổ chức và tác phẩm đạt Giải Mai Vàng
Dưới đây là danh sách cá nhân, tổ chức và tác phẩm đã giành giải Mai Vàng từ trước đến nay.

## Danh sách
Chú thích

### Năm 1991
Có 12 văn nghệ sĩ đạt giải, thời điểm này giải Mai Vàng là Giải thưởng Bình chọn Văn nghệ sĩ được yêu thích nhất trong năm:
- Nhạc sĩ Trịnh Công Sơn
- Ca sĩ Phương Thảo
- Diễn viên Lý Hùng
- Đạo diễn Lê Hoàng Hoa
- Nghệ sĩ Vũ Linh
- Nghệ sĩ Ngọc Huyền
- Nghệ sĩ Thành Lộc
- Nghệ sĩ Hồng Vân
- Hoạ sĩ Đỗ Quang Em
- Nhà thơ Đỗ Trung Quân
- Người mẫu La Kim Phụng
- Nhiếp ảnh gia Đào Hoa Nữ

### Lĩnh vực sân khấu

#### Nghệ sĩ kịch nói
| Lần | Năm  | Nam         | Nam            | Nam                   | Nguồn | Nữ          | Nữ                 | Nữ                       | Nguồn |
| Lần | Năm  | Nghệ sĩ     | Vai diễn       | Tác phẩm              | Nguồn | Nghệ sĩ     | Vai diễn           | Tác phẩm                 | Nguồn |
| --- | ---- | ----------- | -------------- | --------------------- | ----- | ----------- | ------------------ | ------------------------ | ----- |
| 1   | 1995 | Việt Anh    | Ông Năm        | Dạ cổ hoài lang       | [ 9 ] | Hoàng Trinh | Hoa Na             | Trong hào quang bóng tối | [ 9 ] |
| 2   | 1996 | Thành Lộc   | Tất cả các vai | Những người thích đùa | [ 9 ] | -           | -                  | -                        | [ 9 ] |
| 3   | 1997 | -           | -              | -                     | [ 9 ] | Kim Xuân    | Bà mẹ              | Mênh mông tình mẹ        | [ 9 ] |
| 4   | 1998 | Thành Lộc   | Cậu Đồng       | Cậu Đồng              | [ 9 ] | Thanh Thủy  | Đông Nghi          | Xóm nhỏ Sài Gòn          | [ 9 ] |
| 5   | 1999 | Minh Nhí    | Chổm           | Vua trả nợ            | [ 9 ] | Tú Trinh    | Diễn viên lớn tuổi | Tôi chờ ông đạo diễn     | [ 9 ] |
| 6   | 2000 | Hữu Châu    | Ông Cả         | Cái tráp vàng         | [ 9 ] | Cát Phượng  | Út Đẹt             | Yêu thầy                 | [ 9 ] |
| 7   | 2001 | Minh Trí    | Ferdinand      | Âm mưu và tình yêu    | [ 9 ] | Cát Phượng  | Thị Nở             | Chí Phèo - Thị Nở        | [ 9 ] |
| 8   | 2002 | Thành Lộc   | Sơn            | Người trong bóng tối  | [ 9 ] | Cát Phượng  | Loan               | Phận làm gái             | [ 9 ] |
| 9   | 2003 | Khánh Hoàng | Giáo sư Nhân   | Chuyện bốn mùa        | [ 9 ] | Hồng Vân    | Chị Dậu            | Chị Dậu                  | [ 9 ] |
| 10  | 2004 | Thành Hội   | Hướng          | Hãy khóc đi em        | [ 9 ] | Thanh Thúy  | Thanh Bình         | Giữa hai bờ sương khói   | [ 9 ] |
| 11  | 2005 | Thành Lộc   | Miên Tâm       | Ngôi nhà anh túc      | [ 9 ] | Thanh Thủy  | Lee Kim Chi        | Huyền thoại Lee Kim Chi  | [ 9 ] |
| 12  | 2006 | Bảo Quốc    | Ông Tám        | Cánh đồng gió         | [ 9 ] | Hồng Ánh    | Bích Hồng          | Cám ơn mình đã yêu em    | [ 9 ] |
| 13  | 2007 | Hữu Châu    | Nguyễn Trãi    | Bí mật vườn Lệ Chi    | [ 9 ] | Thanh Thủy  | Nguyễn Thị Anh     | Bí mật vườn Lệ Chi       | [ 9 ] |
| 14  | 2008 | Hòa Hiệp    | Thắng          | Nước mắt người điên   | [ 9 ] | Tuyết Thu   | Hạ                 | Đôi bờ                   | [ 9 ] |
| 15  | 2009 | Hoài Linh   | Ông Tư         | Dạ cổ hoài lang       | [ 9 ] | Cát Phượng  | Nương              | Cánh đồng bất tận        | [ 9 ] |

#### Nghệ sĩ cải lương
| Lần | Năm  | Nam           | Nam           | Nam                            | Nguồn | Nữ               | Nữ                 | Nữ                                  | Nguồn |
| Lần | Năm  | Nghệ sĩ       | Vai diễn      | Tác phẩm                       | Nguồn | Nghệ sĩ          | Vai diễn           | Tác phẩm                            | Nguồn |
| --- | ---- | ------------- | ------------- | ------------------------------ | ----- | ---------------- | ------------------ | ----------------------------------- | ----- |
| 1   | 1995 | Vũ Linh       | Nguyễn Địa Lô | Bức ngôn đồ Đại Việt           | [ 9 ] | Ngọc Huyền       | Nga                | Bông hồng cài áo                    | [ 9 ] |
| 2   | 1996 | -             | -             | -                              | [ 9 ] | Ngọc Huyền       | Bạch Xà            | Thanh Xà - Bạch Xà                  | [ 9 ] |
| 3   | 1997 | -             | -             | -                              | [ 9 ] | Thanh Hằng       | Bà Mùi             | Duyên kiếp                          | [ 9 ] |
| 4   | 1998 | Thanh Tòng    | Lý Đạo Thành  | Câu thơ yên ngựa               | [ 9 ] | Phương Hồng Thủy | Cầm Thanh          | Cô đào hát                          | [ 9 ] |
| 5   | 1999 | Vũ Linh       | Nguyễn Địa Lô | Bức ngôn đồ Đại Việt           | [ 9 ] | Quế Trân         | Nga                | Khúc ly hương                       | [ 9 ] |
| 6   | 2000 | Diệp Lang     | Ông Năm Bầu   | Đôi bờ                         | [ 9 ] | Thanh Ngân       | Trang              | Trà hoa nữ                          | [ 9 ] |
| 7   | 2001 | Diệp Lang     | Ông Hương cả  | Trà hoa nữ                     | [ 9 ] | Thanh Thanh Tâm  | Bà la sát          | Ngôi đền cổ                         | [ 9 ] |
| 8   | 2002 | Kim Tử Long   | Thi Sách      | Tiếng trống Mê Linh            | [ 9 ] | Thanh Ngân       | Lan                | Lan và Điệp                         | [ 9 ] |
| 9   | 2003 | Kim Tiểu Long | Lục Vân Tiên  | Lục Vân Tiên - Kiều Nguyệt Nga | [ 9 ] | Thoại Mỹ         | Ngọc Lan           | Lời thú tội muộn màng               | [ 9 ] |
| 10  | 2004 | Vũ Luân       | Từ Hải Thọ    | Xử bá đao Từ Hải Thọ           | [ 9 ] | Tú Sương         | Đào Tam Xuân       | Đào Tam Xuân                        | [ 9 ] |
| 11  | 2005 | Kim Tiểu Long | Nam           | Rồng phượng                    | [ 9 ] | Thoại Mỹ         | Phượng             | Rồng phượng                         | [ 9 ] |
| 12  | 2006 | Tấn Giao      | Họa sĩ Phan   | Trái tim em nói dối            | [ 9 ] | Phượng Loan      | Loan               | Nước mắt thâm tình                  | [ 9 ] |
| 13  | 2007 | Vũ Luân       | Lê Quyết      | Trời Nam                       | [ 9 ] | Thoại Mỹ         | Thúy Kiều          | Kim Vân Kiều                        | [ 9 ] |
| 14  | 2008 | Minh Vương    | Hoàng         | Lá sầu riêng                   | [ 9 ] | Lệ Thủy          | Diệu Nguyệt Kim Sa | Lá sầu riêng Tô Ánh Nguyệt Sông dài | [ 9 ] |
| 15  | 2009 | Kim Tử Long   | Út Cà Lăm     | Bến phà kỷ niệm                | [ 9 ] | Lệ Thủy          | Hồ Bảo Xuyên       | Đêm lạnh chùa hoang                 | [ 9 ] |

#### Diễn viên sân khấu
Từ Giải Mai vàng lần thứ 16 - 2010, hạng mục Nghệ sĩ Kịch nói và Nghệ sĩ Cải lương đã được gộp chung lại thành hạng mục Diễn viên sân khấu được yêu thích nhất.
| Lần | Năm  | Nam          | Nam          | Nam                      | Nguồn | Nữ       | Nữ                     | Nữ                                  | Nguồn |
| Lần | Năm  | Nghệ sĩ      | Vai diễn     | Tác phẩm                 |       | Nghệ sĩ  | Vai diễn               | Tác phẩm                            | Nguồn |
| --- | ---- | ------------ | ------------ | ------------------------ | ----- | -------- | ---------------------- | ----------------------------------- | ----- |
| 16  | 2010 | Võ Minh Lâm  | Triệu Sóc    | Đứa con nhà họ Triệu     | [ 9 ] | Lê Khánh | Kay                    | Một cuộc đời bị đánh cắp            | [ 9 ] |
| 17  | 2011 | Hoài Linh    | Ông Mười     | Tình cha                 | [ 9 ] | Lê Khánh | Fan nữ hâm mộ          | Ca sĩ ngôi sao                      | [ 9 ] |
| 18  | 2012 | Thành Lộc    | Lê Thánh Tôn | Vua thánh Triều Lê       | [ 9 ] | Lê Khánh | Hoa                    | Lẩu trăn                            | [ 9 ] |
| 19  | 2013 | Hoài Linh    | Tài          | Cưới liều                | [ 9 ] | Lê Khánh | Tyra Bội Ngọc          | Hồn bướm mơ điên                    | [ 9 ] |
| 20  | 2014 | Thành Lộc    | Ông Thọ      | Linh vật hoàng triều     |       | Tú Sương | Thái hậu Dương Vân Nga | Thái hậu Dương Vân Nga              |       |
| 21  | 2015 | Trường Giang | Bá hộ        | Đại Hỉ                   |       | Lê Khánh | Hồng                   | Cần có ai đó để yêu thương          |       |
| 22  | 2016 | Trường Giang | Người cha    | Chàng hề xứ Quảng 2      |       | Diệu Nhi | Thảo                   | Ma nữ si tình                       |       |
| 23  | 2017 | Trường Giang | Ông Sáu      | Giải độc đắc không đồng  |       | Khả Như  | Bà Trần                | Mẹ chồng rắc rối                    |       |
| 24  | 2018 | Võ Minh Lâm  | Hoàng        | Bên đàng dệt mộng        |       | Khả Như  | Lành                   | Mua chồng                           |       |
| 25  | 2019 | Võ Minh Lâm  | Cố Sầu       | Chuyện tình Khau Vai     |       | Thoại Mỹ | Nhớ                    | Diều ơi                             |       |
| 26  | 2020 | Võ Minh Lâm  | Tiết Thiệu   | Khát vọng vương quyền    |       | Tú Sương | Đoàn Hồng Ngọc         | Đoàn Hồng Ngọc phá trận Thuần Dương |       |
| 27  | 2021 | Võ Minh Lâm  | Vua Priêm    | Nàng Xê-đa               |       | -        | -                      | -                                   |       |
| 28  | 2022 | Võ Minh Lâm  | Lê Tư Thành  | Đêm trước ngày hoàng đạo |       | Tú Sương | Đỗ Quyên               | Truyền thuyết chàng Sa Mộc          |       |
| 29  | 2023 | Võ Minh Lâm  | Liêm         | Cô đào hát               |       | Lê Khánh | Giáng Hương            | Giáng Hương                         |       |
| 30  | 2024 | Võ Minh Lâm  | Bảy Đờn      | Người ven đô             |       | Tú Sương | Trịnh Thị Ngọc Lữ      | Long phụng kỳ tài                   |       |

#### Diễn viên hài
| Lần | Năm  | Nam                                                                                 | Nam                                                                                 | Nam                                                                                 | Nguồn                                                                               | Nữ                                                                                  | Nữ                                                                                  | Nữ                                                                                  | Nguồn |
| Lần | Năm  | Nghệ sĩ                                                                             | Vai diễn                                                                            | Tác phẩm                                                                            | Nguồn                                                                               | Nghệ sĩ                                                                             | Vai diễn                                                                            | Tác phẩm                                                                            | Nguồn |
| --- | ---- | ----------------------------------------------------------------------------------- | ----------------------------------------------------------------------------------- | ----------------------------------------------------------------------------------- | ----------------------------------------------------------------------------------- | ----------------------------------------------------------------------------------- | ----------------------------------------------------------------------------------- | ----------------------------------------------------------------------------------- | ----- |
| 1   | 1995 | Bảo Quốc                                                                            | Bao Công                                                                            | 0                                                                                   | [ 9 ]                                                                               | Ngọc Giàu                                                                           | Bà Năm                                                                              | Anh sui, chị sui                                                                    | [ 9 ] |
| 2   | 1996 | Bảo Quốc                                                                            | Ông Thiện                                                                           | Thanh Xà - Bạch Xà                                                                  | [ 9 ]                                                                               | Ngọc Giàu                                                                           | Tiểu Đồng                                                                           | Thanh Xà - Bạch Xà                                                                  | [ 9 ] |
| 3   | 1997 |                                                                                     |                                                                                     |                                                                                     | [ 9 ]                                                                               | Hồng Nga                                                                            | Bà Bảy                                                                              | Bến phà kỷ niệm                                                                     | [ 9 ] |
| 4   | 1998 | Minh Nhí                                                                            | Ông Tư Rơm                                                                          | Cha vợ mê bóng đá                                                                   | [ 9 ]                                                                               | Hồng Vân                                                                            | Thầy bói Bịp                                                                        | Muỗi ngày                                                                           | [ 9 ] |
| 5   | 1999 | Không trao giải ở hạng mục Nghệ sĩ hài mà chỉ trao giải ở hạng mục Nghệ sĩ kịch nói | Không trao giải ở hạng mục Nghệ sĩ hài mà chỉ trao giải ở hạng mục Nghệ sĩ kịch nói | Không trao giải ở hạng mục Nghệ sĩ hài mà chỉ trao giải ở hạng mục Nghệ sĩ kịch nói | Không trao giải ở hạng mục Nghệ sĩ hài mà chỉ trao giải ở hạng mục Nghệ sĩ kịch nói | Không trao giải ở hạng mục Nghệ sĩ hài mà chỉ trao giải ở hạng mục Nghệ sĩ kịch nói | Không trao giải ở hạng mục Nghệ sĩ hài mà chỉ trao giải ở hạng mục Nghệ sĩ kịch nói | Không trao giải ở hạng mục Nghệ sĩ hài mà chỉ trao giải ở hạng mục Nghệ sĩ kịch nói |       |
| 6   | 2000 | Không trao giải ở hạng mục Nghệ sĩ hài mà chỉ trao giải ở hạng mục Nghệ sĩ kịch nói | Không trao giải ở hạng mục Nghệ sĩ hài mà chỉ trao giải ở hạng mục Nghệ sĩ kịch nói | Không trao giải ở hạng mục Nghệ sĩ hài mà chỉ trao giải ở hạng mục Nghệ sĩ kịch nói | Không trao giải ở hạng mục Nghệ sĩ hài mà chỉ trao giải ở hạng mục Nghệ sĩ kịch nói | Không trao giải ở hạng mục Nghệ sĩ hài mà chỉ trao giải ở hạng mục Nghệ sĩ kịch nói | Không trao giải ở hạng mục Nghệ sĩ hài mà chỉ trao giải ở hạng mục Nghệ sĩ kịch nói | Không trao giải ở hạng mục Nghệ sĩ hài mà chỉ trao giải ở hạng mục Nghệ sĩ kịch nói |       |
| 7   | 2001 | Không trao giải ở hạng mục Nghệ sĩ hài mà chỉ trao giải ở hạng mục Nghệ sĩ kịch nói | Không trao giải ở hạng mục Nghệ sĩ hài mà chỉ trao giải ở hạng mục Nghệ sĩ kịch nói | Không trao giải ở hạng mục Nghệ sĩ hài mà chỉ trao giải ở hạng mục Nghệ sĩ kịch nói | Không trao giải ở hạng mục Nghệ sĩ hài mà chỉ trao giải ở hạng mục Nghệ sĩ kịch nói | Không trao giải ở hạng mục Nghệ sĩ hài mà chỉ trao giải ở hạng mục Nghệ sĩ kịch nói | Không trao giải ở hạng mục Nghệ sĩ hài mà chỉ trao giải ở hạng mục Nghệ sĩ kịch nói | Không trao giải ở hạng mục Nghệ sĩ hài mà chỉ trao giải ở hạng mục Nghệ sĩ kịch nói |       |
| 8   | 2002 | Không trao giải ở hạng mục Nghệ sĩ hài mà chỉ trao giải ở hạng mục Nghệ sĩ kịch nói | Không trao giải ở hạng mục Nghệ sĩ hài mà chỉ trao giải ở hạng mục Nghệ sĩ kịch nói | Không trao giải ở hạng mục Nghệ sĩ hài mà chỉ trao giải ở hạng mục Nghệ sĩ kịch nói | Không trao giải ở hạng mục Nghệ sĩ hài mà chỉ trao giải ở hạng mục Nghệ sĩ kịch nói | Không trao giải ở hạng mục Nghệ sĩ hài mà chỉ trao giải ở hạng mục Nghệ sĩ kịch nói | Không trao giải ở hạng mục Nghệ sĩ hài mà chỉ trao giải ở hạng mục Nghệ sĩ kịch nói | Không trao giải ở hạng mục Nghệ sĩ hài mà chỉ trao giải ở hạng mục Nghệ sĩ kịch nói |       |
| 9   | 2003 | Tấn Beo                                                                             | Tèo                                                                                 | Vì sao lên chùa?                                                                    |                                                                                     | Thúy Nga                                                                            | Bà cụ                                                                               | Cầu duyên                                                                           | [ 9 ] |
| 10  | 2004 | Hoàng Sơn                                                                           | Người khách giả điếc                                                                | Xích lô                                                                             |                                                                                     | Việt Hương                                                                          | Diễm                                                                                | Sự cám dỗ dịu dàng                                                                  | [ 9 ] |
| 11  | 2005 |                                                                                     |                                                                                     |                                                                                     |                                                                                     | Ngọc Trinh                                                                          | Xàng                                                                                | Trái tim nhảy múa                                                                   | [ 9 ] |
| 12  | 2006 | Hoài Linh                                                                           | Ông Sáu Bảnh                                                                        | Ra giêng anh cưới em                                                                | [ 9 ]                                                                               |                                                                                     |                                                                                     |                                                                                     |       |
| 13  | 2007 | Hoài Linh                                                                           | Ông Năm                                                                             | Người nhà quê                                                                       | [ 9 ]                                                                               |                                                                                     |                                                                                     |                                                                                     |       |
| 14  | 2008 | Mạnh Tràng                                                                          | Minh                                                                                | Hồn ma báo oán                                                                      | [ 9 ]                                                                               |                                                                                     |                                                                                     |                                                                                     |       |
| 15  | 2009 | Hoài Linh                                                                           | Bà thầy bói                                                                         | Câu lạc bộ Quý bà                                                                   | [ 9 ]                                                                               |                                                                                     |                                                                                     |                                                                                     |       |
| 16  | 2010 | Hoài Linh                                                                           | Ông ngoại                                                                           | Ông ngoại bà nội                                                                    | [ 9 ]                                                                               |                                                                                     |                                                                                     |                                                                                     |       |
| 17  | 2011 | Hoài Linh                                                                           | Ông Bảy                                                                             | Thiên hạ đệ nhất nổ                                                                 | [ 9 ]                                                                               |                                                                                     |                                                                                     |                                                                                     |       |
| 18  | 2012 | Hoài Linh                                                                           | Cậu Út                                                                              | Anh chàng giả gái                                                                   | [ 10 ]                                                                              |                                                                                     |                                                                                     |                                                                                     |       |
| 19  | 2013 | Trấn Thành                                                                          | Người dẫn chuyện                                                                    | Tài tiếu tuyệt                                                                      | [ 9 ]                                                                               |                                                                                     |                                                                                     |                                                                                     |       |
| 20  | 2014 | Hoài Linh                                                                           | Tất cả các vai trưởng phòng                                                         | Ơn Giời cậu đây rồi                                                                 |                                                                                     |                                                                                     |                                                                                     |                                                                                     |       |
| 21  | 2015 | Trường Giang                                                                        | Tất cả các vai trưởng phòng                                                         | Ơn Giời cậu đây rồi                                                                 |                                                                                     |                                                                                     |                                                                                     |                                                                                     |       |
| 22  | 2016 | Trường Giang                                                                        | Tất cả các vai                                                                      | Live show "Chàng hề xứ Quảng"                                                       |                                                                                     |                                                                                     |                                                                                     |                                                                                     |       |
| 23  | 2017 | Trường Giang                                                                        | Tất cả các vai                                                                      | Bí mật đêm chủ nhật                                                                 |                                                                                     |                                                                                     |                                                                                     |                                                                                     |       |
| 24  | 2018 |                                                                                     |                                                                                     |                                                                                     |                                                                                     | Lâm Vỹ Dạ                                                                           | Tất cả các vai                                                                      | 7 nụ cười xuân                                                                      |       |
| 25  | 2019 |                                                                                     |                                                                                     |                                                                                     |                                                                                     | Lâm Vỹ Dạ                                                                           | Tất cả các vai trưởng phòng                                                         | Ơn Giời cậu đây rồi                                                                 |       |
| 26  | 2020 | Huỳnh Lập                                                                           | Người kể chuyện ma                                                                  | Một nén nhang Tắt tiếng                                                             |                                                                                     |                                                                                     |                                                                                     |                                                                                     |       |
| 27  | 2021 |                                                                                     |                                                                                     |                                                                                     |                                                                                     | Hồng Trang                                                                          | Tý                                                                                  | Mong ước đêm trăng                                                                  |       |
| 28  | 2022 | Huỳnh Lập                                                                           | Tinh Lâm                                                                            | Kẻ độc hành                                                                         |                                                                                     |                                                                                     |                                                                                     |                                                                                     |       |
| 29  | 2023 | Huỳnh Lập                                                                           | Chú Ba                                                                              | Mẹ hát rong                                                                         |                                                                                     |                                                                                     |                                                                                     |                                                                                     |       |
| 30  | 2024 | Tự Long                                                                             |                                                                                     | Anh trai vượt ngàn chông gai                                                        |                                                                                     |                                                                                     |                                                                                     |                                                                                     |       |

#### Vở diễn sân khấu
Hạng mục "Vở diễn sân khấu được yêu thích nhất" xuất hiện từ Giải Mai vàng lần thứ 16 năm 2010.
| 16 | 2010 | Ông ngoại, bà nội        | Trần Ngọc Giàu  | Sân khấu kịch Nụ cười mới        | [ 9 ] |
| 17 | 2011 | Quyền lực của tình yêu   | Hữu Châu        | Sân khấu kịch Idecaf             | [ 9 ] |
| 18 | 2012 | Vua thánh triều Lê       | Thành Lộc       | Sân khấu kịch Idecaf             | [ 9 ] |
| 19 | 2013 | Bông hồng cài áo         | Vũ Minh         | Sân khấu kịch Idecaf             | [ 9 ] |
| 20 | 2014 | 49 ngày yêu              | Ngọc Trinh      | Nhà hát kịch TP.HCM              |       |
| 21 | 2015 | Nửa đời hương phấn       | Ái Như          | Sân khấu Kịch Hoàng Thái Thanh   |       |
| 22 | 2016 | Tấm Cám                  | Nguyễn Khắc Duy | Nhóm nhạc kịch Buffalo           |       |
| 23 | 2017 | Mẹ chồng rắc rối         | Ngọc Hùng       | Sân khấu kịch Thế giới trẻ       |       |
| 24 | 2018 | Tiên Nga                 | Thành Lộc       | Sân khấu kịch Idecaf             |       |
| 25 | 2019 | Chuyện tình Khau Vai     | Trung Kiên      | Sân khấu mới Đại Việt            |       |
| 26 | 2020 | Áo cưới trước cổng chùa  | Trần Ngọc Giàu  | Nhà hát cải lương Trần Hữu Trang |       |
| 27 | 2021 | Nàng Xê-đa               | Hoa Hạ          | Sân khấu mới Đại Việt            |       |
| 28 | 2022 | Đêm trước ngày hoàng đạo | Lê Trung Thảo   | Sân khấu mới Đại Việt            |       |
| 29 | 2023 | Cô đào hát               | Hoa Hạ          | Sân khấu mới Đại Việt            |       |
| 30 | 2024 | Lạc lối ở Bangkok        | Ngọc Hùng       | Nhà hát Thanh Niên               |       |

#### Đạo diễn sân khấu
Hạng mục Đạo diễn sân khấu xuất hiện từ Giải Mai vàng lần thứ 3 - 1997 đến Giải Mai vàng lần thứ 15 - 2009.
| Lần | Năm  | Đạo diễn       | Tác phẩm                                       | Nguồn |
| --- | ---- | -------------- | ---------------------------------------------- | ----- |
| 3   | 1997 | Hoa Hạ         | Vở kịch Đèn lồng đỏ cao cao                    | [ 9 ] |
| 4   | 1998 | Hoa Hạ         | Vở cải lương Cô đào hát                        | [ 9 ] |
| 5   | 1999 | Thanh Tòng     | Chương trình Từ hát bội đến cải lương tuồng cổ | [ 9 ] |
| 6   | 2000 | Quốc Thảo      | Vở kịch Yêu thầy                               | [ 9 ] |
| 7   | 2001 | Trần Ngọc Giàu | Vở kịch Nguồn sáng                             | [ 9 ] |
| 8   | 2002 | Quốc Thảo      | Vở kịch Đêm tình yêu                           | [ 9 ] |
| 8   | 2002 | Thanh Tòng     | Vở cải lương Má hồng soi kiếm bạc              | [ 9 ] |
| 9   | 2003 | Thanh Thủy     | Vở kịch Tiếng vạc sành                         | [ 9 ] |
| 10  | 2004 | Ái Như         | Vở kịch Hãy khóc đi em                         | [ 9 ] |
| 11  | 2005 | Đức Thịnh      | Vở kịch Em và ngôi sao                         | [ 9 ] |
| 12  | 2006 | Thái Hòa       | Vở kịch Người vợ ma                            | [ 9 ] |
| 13  | 2007 | Thành Lộc      | Vở kịch Bí mật vườn Lệ Chi                     | [ 9 ] |
| 14  | 2008 | Lê Thụy        | Chương trình Chuông vàng vọng cổ 8             | [ 9 ] |
| 15  | 2009 | Thành Lộc      | Vở kịch Ngàn năm tình sử                       | [ 9 ] |

### Lĩnh vực phim - truyền hình
Giải Mai vàng lần thứ 26 - 2020 các hạng mục liên quan đến phim điện ảnh - truyền hình sẽ thay bằng phim để trao chung cho các phim điện ảnh - truyền hình - chiếu mạng

#### Diễn viên
| Lần | Năm  | Nam                              | Nam                       | Nam                         | Nguồn  | Nữ                                 | Nữ              | Nữ                          | Nguồn  |
| Lần | Năm  | Diễn viên                        | Vai diễn                  | Phim                        | Nguồn  | Diễn viên                          | Vai diễn        | Phim                        |        |
| --- | ---- | -------------------------------- | ------------------------- | --------------------------- | ------ | ---------------------------------- | --------------- | --------------------------- | ------ |
| 1   | 1995 | † Lê Công Tuấn Anh               | Đại                       | Mặt trời đêm                | [ 9 ]  | Mỹ Duyên                           | Nguyệt          | Lưỡi dao                    | [ 9 ]  |
| 2   | 1996 | Thiệu Ánh Dương                  | Trường                    | Bản tình ca trong đêm       | [ 9 ]  | Mỹ Duyên                           | Hòa Bình Hà     | Lời thề, Xóm nước đen       | [ 9 ]  |
| 3   | 1997 | Hùng Thuận                       | An                        | Đất phương Nam              | [ 9 ]  | -                                  | -               | -                           |        |
| 4   | 1998 | -                                | -                         | -                           | -      | -                                  | -               | -                           |        |
| 5   | 1999 | Quyền Linh                       | Huy                       | Đồng tiền xương máu         | [ 9 ]  | Hồng Ánh                           | Tâm             | Cầu thang tối               | [ 9 ]  |
| 6   | 2000 | Công Ninh                        | Huy                       | Đời cát                     | [ 9 ]  | Mai Hoa                            | Thoa            | Đời cát                     | [ 9 ]  |
| 7   | 2001 | Chi Bảo                          | Phẩm                      | Bến sông trăng              | [ 11 ] | Hồng Ánh                           | Giao            | Thung lũng hoang vắng       | [ 11 ] |
| 8   | 2002 | Trương Minh Quốc Thái            | Phát                      | Người đàn bà yếu đuối       | [ 9 ]  | Thanh Thúy                         | Vân             | Blouse trắng                | [ 9 ]  |
| 9   | 2003 | Trần Lực                         | Tống Văn Sơ               | Nguyễn Ái Quốc ở Hồng Kông  | [ 9 ]  | Kim Khánh                          | Thảo Linh       | Lưới trời                   | [ 9 ]  |
| 10  | 2004 | Phước Sang                       | Bùi Kiệm                  | Lục Vân Tiên                | [ 9 ]  | Anh Thư                            | Thủy            | Những cô gái chân dài       | [ 9 ]  |
| 11  | 2005 | † Thanh Phương                   | Dũng                      | Công ty thời trang          | [ 9 ]  | Bằng Lăng                          | Hồng            | Nữ tướng cướp               | [ 9 ]  |
| 12  | 2006 | Trương Minh Quốc Thái            | Việt                      | Hương phù sa                | [ 9 ]  | Kim Thư                            | Mai             | Đẻ mướn                     | [ 9 ]  |
| 13  | 2007 | † Thanh Phương                   | Lợi                       | Miền đất phúc               | [ 9 ]  | Trương Ngọc Ánh                    | Dần             | Áo lụa Hà Đông              | [ 9 ]  |
| 14  | 2008 | Nguyễn Lê Việt Anh               | Cao Thanh Lâm Lộc         | Chạy án Gia tài bác sĩ      | [ 9 ]  | Thanh Hằng                         | An              | Nụ hôn thần chết            | [ 9 ]  |
| 15  | 2009 | Phi Long                         | Thái                      | Áo cưới thiên đường         | [ 9 ]  | Thanh Ngọc                         | Thư             | Ký ức mong manh             | [ 9 ]  |
| 16  | 2010 | Phim điện ảnh: Lý Hùng           | Quang Trung               | Tây Sơn hào kiệt            | [ 9 ]  | Phim điện ảnh: Ninh Dương Lan Ngọc | Nương           | Cánh đồng bất tận           | [ 9 ]  |
| 16  | 2010 | Phim truyền hình: Phùng Ngọc Huy | Quốc                      | Cổng mặt trời               | [ 9 ]  | Phim truyền hình: Vân Trang        | My              | Lối sống sai lầm            | [ 9 ]  |
| 17  | 2011 | Bình Minh                        | Chí Cùa                   | Vật chứng mong manh         | [ 9 ]  | Nhật Kim Anh                       | Hà Linh         | Gieo gió                    | [ 9 ]  |
| 18  | 2012 | Nhan Phúc Vinh                   | Quốc Hưng Mười Ba         | Sao đổi ngôi                | [ 9 ]  | Ngô Thanh Vân                      | Thảo            | Ngôi nhà trong hẻm          | [ 9 ]  |
| 19  | 2013 | Nhan Phúc Vinh                   | Hải                       | Đường đua                   | [ 9 ]  | Trang Trần                         | Linh            | Biết chết liền              | [ 9 ]  |
| 20  | 2014 | Quách Ngọc Ngoan                 | Hoàng                     | Hiệp sĩ mù                  |        | Minh Hằng                          | Đông Dương      | Vừa đi vừa khóc             |        |
| 21  | 2015 | Bình Minh                        | Lý Bỉnh Long              | Thề không gục ngã           |        | Nhã Phương                         | Linh            | Tuổi thanh xuân             |        |
| 22  | 2016 | Trường Giang                     | Thượng Phong              | Taxi, em tên gì?            |        | Nhã Phương                         | Lam             | Zippo, mù tạt và em         |        |
| 23  | 2017 | Ngô Kiến Huy                     | Anh Thư                   | Cô gái đến từ hôm qua       |        | Minh Hằng                          | Hà My           | Sắc đẹp ngàn cân            |        |
| 24  | 2018 | Trung Dũng                       | Kiệt                      | Gạo nếp gạo tẻ              |        | Thúy Ngân                          | Hân             | Gạo nếp gạo tẻ              |        |
| 25  | 2019 | Cao Minh Đạt                     | Khải Duy                  | Tiếng sét trong mưa         |        | Ninh Dương Lan Ngọc                | Nhã Linh        | Cua lại vợ bầu              |        |
| 26  | 2020 | Nhan Phúc Vinh                   | Minh                      | Tình yêu và tham vọng       |        | Văn Phượng                         | Diệu            | Mẹ ghẻ                      |        |
| 27  | 2021 | Ngô Kiến Huy                     | Hoàng & Jessica Hoàng Anh | Em là của em                |        | Thúy Ngân                          | Châu            | Cây táo nở hoa              |        |
| 28  | 2022 | Nhan Phúc Vinh                   | Quang Minh                | Giấc mơ của mẹ              |        | Ninh Dương Lan Ngọc                | Ngọc Quyên      | Cô gái từ quá khứ           |        |
| 29  | 2023 | Nhan Phúc Vinh                   | Quân                      | Đừng làm mẹ cáu             |        | Diệp Bảo Ngọc                      | Liên            | Lật mặt 6: Tấm vé định mệnh |        |
| 30  | 2024 | Jun Phạm                         | Đỗ Tuấn Kiệt              | 7 năm chưa cưới sẽ chia tay |        | Lê Huỳnh Thúy Ngân                 | Nguyễn Thiên Ân | 7 năm chưa cưới sẽ chia tay |        |

#### Đạo diễn
Hạng mục Đạo diễn Phim điện ảnh - Phim truyền hình được yêu thích nhất xuất hiện từ Giải Mai vàng lần thứ 3 - 1997 cho đến Giải Mai vàng lần thứ 15 - 2009 (ngoại trừ lần thứ 4 - 1998 hạng mục này không được trao).
| Lần | Năm  | Đạo diễn          | Phim                  | Nguồn  |
| --- | ---- | ----------------- | --------------------- | ------ |
| 3   | 1997 | Nguyễn Vinh Sơn   | Đất phương Nam        |        |
| 4   | 1998 | Không trao giải   | Không trao giải       |        |
| 5   | 1999 | Đinh Đức Liêm     | Đồng tiền xương máu   |        |
| 6   | 2000 | Nguyễn Thanh Vân  | Đời cát               |        |
| 7   | 2001 | Phạm Nhuệ Giang   | Thung lũng hoang vắng | [ 12 ] |
| 8   | 2002 | Vũ Thành Vinh     | Xe lăn                |        |
| 9   | 2003 | Phi Tiến Sơn      | Lưới trời             |        |
| 10  | 2004 | Nguyễn Quốc Hưng  | Ngọn nến Hoàng cung   |        |
| 11  | 2005 | Nguyễn Minh Chung | Kính vạn hoa          |        |
| 12  | 2006 | Lê Bảo Trung      | Đẻ mướn               |        |
| 13  | 2007 | Lưu Huỳnh         | Áo lụa Hà Đông        |        |
| 14  | 2008 | Vũ Ngọc Đãng      | Bỗng dưng muốn khóc   |        |
| 15  | 2009 | Võ Việt Hùng      | Tình án               |        |

#### Người dẫn chương trình
| Lần | Năm  | MC            | Chương trình                        | Nguồn |
| --- | ---- | ------------- | ----------------------------------- | ----- |
| 10  | 2004 | Thanh Bạch    | Nốt nhạc vui (HTV)                  |       |
| 11  | 2005 | Thanh Bạch    | Chuyện nhỏ (HTV) Nốt nhạc vui (HTV) |       |
| 12  | 2006 | Quyền Linh    | Vượt lên chính mình (HTV)           |       |
| 13  | 2007 | Quyền Linh    | Vượt lên chính mình (HTV)           |       |
| 14  | 2008 | Quyền Linh    | Vượt lên chính mình (HTV)           |       |
| 15  | 2009 | Quỳnh Hương   | Thay lời muốn nói (HTV)             |       |
| 16  | 2010 | Phan Anh      | Thần tượng âm nhạc Việt Nam (VTV)   |       |
| 17  | 2011 | Quyền Linh    | Vượt lên chính mình (HTV)           |       |
| 18  | 2012 | Bình Minh     | Siêu đầu bếp (VTV)                  |       |
| 19  | 2013 | Bình Minh     | Tôi là người chiến thắng (HTV)      |       |
| 20  | 2014 | Trấn Thành    | Thử thách cùng bước nhảy (HTV)      |       |
| 21  | 2015 | Trấn Thành    | Thử thách cùng bước nhảy (HTV)      |       |
| 22  | 2016 | Trường Giang  | Thiên đường ẩm thực (HTV)           |       |
| 23  | 2017 | Cát Tường     | Bạn muốn hẹn hò (HTV)               |       |
| 24  | 2018 | Ngô Kiến Huy  | Thách thức danh hài (HTV)           |       |
| 25  | 2019 | Đại Nghĩa     | Giọng ải giọng ai (HTV)             |       |
| 26  | 2020 | Ngô Kiến Huy  | Sàn đấu ca từ (HTV)                 |       |
| 27  | 2021 | Ngô Kiến Huy  | 5 giây thành triệu phú (HTV)        |       |
| 28  | 2022 | Ngô Kiến Huy  | Ca sĩ mặt nạ (HTV)                  |       |
| 29  | 2023 | Vũ Mạnh Cường | Ca sĩ bí ẩn (HTV)                   |       |
| 30  | 2024 | Anh Tuấn      | Anh trai vượt ngàn chông gai (VTV)  |       |

#### Phim
Từ Giải Mai vàng lần thứ 6 - 2010 hạng mục Đạo diễn Phim điện ảnh - Phim truyền hình được yêu thích nhất được thay thế bằng hạng mục Phim được yêu thích nhất.
| Lần | Năm  | Phim                        | Thể loại         | Đạo diễn                       | Sản xuất                                                          | Nguồn |
| --- | ---- | --------------------------- | ---------------- | ------------------------------ | ----------------------------------------------------------------- | ----- |
| 16  | 2010 | Cổng mặt trời               | Phim truyền hình | Nguyễn Dương                   | Công ty CP Nhất Tâm - Lasta Đài truyền hình Thành phố Hồ Chí Minh |       |
| 17  | 2011 | Một thời ta đuổi bóng       | Phim truyền hình | Trương Dũng                    | Công ty Sóng Vàng Đài truyền hình Thành phố Hồ Chí Minh           |       |
| 18  | 2012 | Anh hùng Nguyễn Trung Trực  | Phim truyền hình | Phan Hoàng                     | Hãng phim Cửu Long                                                |       |
| 19  | 2013 | Tìm chồng cho vợ tôi        | Phim truyền hình | Võ Việt Hùng                   | Hãng phim Tâm Điểm                                                |       |
| 20  | 2014 | Độc thân tuổi 30            | Phim truyền hình | Xuân Cường                     | Hãng phim Tâm Điểm                                                |       |
| 21  | 2015 | Yêu                         | Phim điện ảnh    | Việt Max                       | Martin Nguyễn                                                     |       |
| 22  | 2016 | Zippo, mù tạt và em         | Phim truyền hình | Trọng Trinh & Bùi Tiến Huy     | VFC (VTV)                                                         |       |
| 23  | 2017 | Yêu đi, đừng sợ!            | Phim điện ảnh    | Stephane Gauger                | CJ Entertainment HKFilm                                           |       |
| 24  | 2018 | Gạo nếp gạo tẻ              | Phim truyền hình | Võ Thạch Thảo Nguyễn Hoàng Anh | Công ty truyền thông DID Đài truyền hình Thành phố Hồ Chí Minh    |       |
| 25  | 2019 | Về nhà đi con               | Phim truyền hình | Nguyễn Danh Dũng               | VFC (VTV)                                                         |       |
| 26  | 2020 | Ròm                         | Phim điện ảnh    | Trần Thanh Huy                 | HKFilm Red Ruby East Films                                        |       |
| 27  | 2021 | Cây táo nở hoa              | Phim truyền hình | Võ Thạch Thảo                  | Công ty truyền thông DID Đài truyền hình Thành phố Hồ Chí Minh    |       |
| 28  | 2022 | Giấc mơ của mẹ              | Phim truyền hình | Nguyễn Minh Chung              | Vie Channel                                                       |       |
| 28  | 2022 | Bẫy ngọt ngào               | Phim điện ảnh    | Đinh Hà Uyên Thư               | CJ Entertainment                                                  |       |
| 29  | 2023 | Lật mặt 6: Tấm vé định mệnh | Phim điện ảnh    | Lý Hải                         | Lý Hải Production                                                 |       |
| 29  | 2023 | Mặt trời mùa đông           | Phim truyền hình | Trần Bửu Lộc                   | M&T Pictures                                                      |       |
| 30  | 2024 | 7 năm chưa cưới sẽ chia tay | Phim truyền hình | Nguyễn Hoàng Anh               | VieON                                                             |       |
| 30  | 2024 | Đào, phở và piano           | Phim điện ảnh    | Phi Tiến Sơn                   | Công ty cổ phần Phim truyện I                                     |       |

#### Chương trình truyền hình
| Lần | Năm  | Chương trình                 | Sản xuất                               | Nguồn  |
| --- | ---- | ---------------------------- | -------------------------------------- | ------ |
| 1   | 1995 | Chương trình ca nhạc         | Đài Truyền hình Thành phố Hồ Chí Minh  | [ 13 ] |
| 2   | 1996 | SV 96                        | Đài Truyền hình Việt Nam               | [ 13 ] |
| 2   | 1996 | Văn nghệ Chủ Nhật            | Đài Truyền hình Việt Nam               | [ 13 ] |
| 3   | 1997 | Âm nhạc và đời sống          | Đài Truyền hình Thành phố Hồ Chí Minh  | [ 13 ] |
| 6   | 2000 | Nhịp cầu âm nhạc             | Đài Truyền hình Thành phố Hồ Chí Minh  | [ 13 ] |
| 7   | 2001 | Nhịp cầu âm nhạc             | Đài Truyền hình Thành phố Hồ Chí Minh  | [ 11 ] |
| 8   | 2002 | Nhịp cầu âm nhạc             | Đài Truyền hình Thành phố Hồ Chí Minh  | [ 14 ] |
| 9   | 2003 | Chiếc nón kỳ diệu            | Đài Truyền hình Việt Nam               | [ 15 ] |
| 9   | 2003 | Thay lời muốn nói            | Đài Truyền hình Thành phố Hồ Chí Minh  | [ 15 ] |
| 10  | 2004 | Nốt nhạc vui                 | Đài Truyền hình Thành phố Hồ Chí Minh  | [ 16 ] |
| 11  | 2005 | Vượt lên chính mình          | Đài Truyền hình Thành phố Hồ Chí Minh  |        |
| 12  | 2006 | Ngôi nhà mơ ước              | Đài Truyền hình Thành phố Hồ Chí Minh  |        |
| 13  | 2007 | Ngôi nhà mơ ước              | Đài Truyền hình Thành phố Hồ Chí Minh  |        |
| 14  | 2008 | Vượt lên chính mình          | Đài Truyền hình Thành phố Hồ Chí Minh  |        |
| 15  | 2009 | Thay lời muốn nói            | Đài Truyền hình Thành phố Hồ Chí Minh  |        |
| 16  | 2010 | Không trao giải              | Không trao giải                        |        |
| 17  | 2011 | Vượt lên chính mình          | Đài Truyền hình Thành phố Hồ Chí Minh  |        |
| 18  | 2012 | Thử thách cùng bước nhảy     | Đài Truyền hình Thành phố Hồ Chí Minh  |        |
| 19  | 2013 | Giọng hát Việt nhí           | Đài Truyền hình Việt Nam               |        |
| 20  | 2014 | Người bí ẩn                  | Đài Truyền hình Thành phố Hồ Chí Minh  |        |
| 21  | 2015 | Ơn giời cậu đây rồi!         | Đài Truyền hình Việt Nam               |        |
| 22  | 2016 | Sao nối ngôi                 | Đài Phát thanh – Truyền hình Vĩnh Long |        |
| 23  | 2017 | Bạn muốn hẹn hò              | Đài Truyền hình Thành phố Hồ Chí Minh  |        |
| 24  | 2018 | Nhanh như chớp               | Đài Truyền hình Thành phố Hồ Chí Minh  |        |
| 25  | 2019 | Ký ức vui vẻ                 | Đài Truyền hình Việt Nam               |        |
| 26  | 2020 | Siêu trí tuệ Việt Nam        | Đài Truyền hình Thành phố Hồ Chí Minh  |        |
| 27  | 2021 | Siêu trí tuệ Việt Nam        | Đài Truyền hình Thành phố Hồ Chí Minh  |        |
| 28  | 2022 | Ca sĩ mặt nạ                 | Đài Truyền hình Thành phố Hồ Chí Minh  |        |
| 29  | 2023 | 2 ngày 1 đêm                 | Đài Truyền hình Thành phố Hồ Chí Minh  |        |
| 30  | 2024 | Anh trai vượt ngàn chông gai | Đài Truyền hình Việt Nam               |        |
| 30  | 2024 | Anh trai "say hi"            | Đài Truyền hình Thành phố Hồ Chí Minh  |        |

### Lĩnh vực âm nhạc

#### Ca sĩ
| Lần | Năm  | Nam        | Nam                                        | Nam                     | Nguồn | Nữ           | Nữ                                 | Nữ                                   | Nguồn |
| Lần | Năm  | Ca sĩ      | Bài hát                                    | Sáng tác                | Nguồn | Ca sĩ        | Bài hát                            | Sáng tác                             | Nguồn |
| --- | ---- | ---------- | ------------------------------------------ | ----------------------- | ----- | ------------ | ---------------------------------- | ------------------------------------ | ----- |
| 1   | 1995 | Lê Tuấn    | Cô bé u sầu                                | Nguyễn Ngọc Thiện       | [ 9 ] | Cẩm Vân      | Cho con                            | Phạm Trọng Cầu Tuấn Dũng             | [ 9 ] |
| 2   | 1996 | Lê Tuấn    | Ở hai đầu nỗi nhớ                          | Phan Huỳnh Điểu         | [ 9 ] | Cẩm Vân      | Con yêu                            | Dân ca Philippines lời Việt: Cẩm Vân | [ 9 ] |
| 3   | 1997 |            |                                            |                         | [ 9 ] | Mỹ Linh      | Chị tôi                            | Trọng Đài Đoàn Thị Tảo               | [ 9 ] |
| 4   | 1998 | Lam Trường | Tình thôi xót xa                           | Bảo Chấn                | [ 9 ] | Phương Thanh | Giã từ dĩ vãng                     | Nguyễn Đức Trung                     | [ 9 ] |
| 5   | 1999 | Lam Trường | Một trái tim, một quê hương Mưa phi trường | Phạm Trọng Cầu Việt Anh | [ 9 ] | Phương Thanh | Sợi nhớ, sợi thương Một thời đã xa | Phan Huỳnh Điểu Trường Huy           | [ 9 ] |
| 6   | 2000 | Lam Trường | Cô bé mắt nai                              | Trường Huy              | [ 9 ] | Trần Thu Hà  | Sắc màu                            | Trần Tiến                            | [ 9 ] |
| 7   | 2001 | Đan Trường | Người mẹ của tôi                           | Xuân Hồng               | [ 9 ] | Mỹ Tâm       | Cây đàn sinh viên                  | Quốc An                              | [ 9 ] |
| 8   | 2002 | Đan Trường | Dòng máu Lạc Hồng                          | Lê Quang                |       | Cẩm Ly       | Bến vắng                           | Nguyễn Nhất Huy                      | [ 9 ] |

Từ Giải Mai vàng lần thứ 9 - 2003 hạng mục Ca sĩ được yêu thích nhất được chia thành hai hạng mục Ca sĩ nhạc nhẹ được yêu thích nhất và Ca sĩ âm hưởng dân ca và truyền thống cách mạng được yêu thích nhất.

#### Ca sĩ nhạc nhẹ
| Lần | Năm  | Nam             | Nam                                 | Nam                                   | Nguồn | Nữ              | Nữ                       | Nữ                                         | Nguồn |
| Lần | Năm  | Ca sĩ           | Ca khúc                             | Sáng tác                              | Nguồn | Ca sĩ           | Ca khúc                  | Sáng tác                                   | Nguồn |
| --- | ---- | --------------- | ----------------------------------- | ------------------------------------- | ----- | --------------- | ------------------------ | ------------------------------------------ | ----- |
| 9   | 2003 | Quang Dũng      | Vì đó là em                         | Diệu Hương                            | [ 9 ] | Mỹ Tâm          | Ước gì                   | Võ Thiện Thanh                             | [ 9 ] |
| 10  | 2004 | Đan Trường      | Mãi mãi một tình yêu                | Hoài An                               | [ 9 ] | Hồ Quỳnh Hương  | Lời nguyện cầu           | Hà Dũng                                    | [ 9 ] |
| 11  | 2005 | Quang Dũng      | Chuyện của tôi                      | Lê Quang                              | [ 9 ] | Phương Thanh    | Ca dao mẹ                | Trịnh Công Sơn                             | [ 9 ] |
| 12  | 2006 | Quang Dũng      | Một thời vẫn nhớ                    | Diệu Hương                            | [ 9 ] | Hồ Quỳnh Hương  | Với anh, em vẫn là cô bé | Lương Bằng Quang                           | [ 9 ] |
| 13  | 2007 | Đàm Vĩnh Hưng   | Giã từ Lạc mất em                   | Tô Thanh Tùng Lê Quang                | [ 9 ] | Hồ Quỳnh Hương  | Honey                    | Hồ Quỳnh Hương                             | [ 9 ] |
| 14  | 2008 | Đàm Vĩnh Hưng   | Qua cơn mê Đành thôi người ơi       | Nhật Ngân Nguyễn Hồng Thuận           | [ 9 ] | Mỹ Tâm          | Hơi ấm ngày xưa          | Nguyễn Hồng Thuận                          | [ 9 ] |
| 15  | 2009 | Đàm Vĩnh Hưng   | Giới hạn nào cho chúng ta           | Thái Thịnh                            | [ 9 ] | Thanh Thảo      | Chúc em ngủ ngon         | Nguyễn Văn Chung                           | [ 9 ] |
| 16  | 2010 | Đàm Vĩnh Hưng   | Mùa chim én bay                     | Thơ: Diệp Minh Tuyền Nhạc: Hoàng Hiệp | [ 9 ] | Thanh Thảo      | Người thứ ba             | Minh Vy                                    | [ 9 ] |
| 17  | 2011 | Đàm Vĩnh Hưng   | Biển tình                           | Lam Phương                            | [ 9 ] | Hồ Ngọc Hà      | Tìm lại giấc mơ          | Nguyễn Hồng Thuận                          | [ 9 ] |
| 18  | 2012 | Đàm Vĩnh Hưng   | Chuyện tình online                  | Lê Trung                              | [ 9 ] | Hồ Ngọc Hà      | Một lần cuối thôi        | Nguyễn Hồng Thuận                          | [ 9 ] |
| 19  | 2013 | Noo Phước Thịnh | Chờ ngày mưa tan                    | Vũ Trung Đức                          | [ 9 ] | Đông Nhi        | Xóa                      | Đông Nhi                                   | [ 9 ] |
| 20  | 2014 | Noo Phước Thịnh | Gạt đi nước mắt                     | Đỗ Hiếu                               |       | Đông Nhi        | Bad Boy                  | Đỗ Hiếu                                    |       |
| 21  | 2015 | Noo Phước Thịnh | Giá như                             | Huỳnh Quốc Huy                        |       | Đông Nhi        | Vì Ai Vì Anh             | Đỗ Hiếu                                    |       |
| 22  | 2016 | Noo Phước Thịnh | Như phút ban đầu                    | Đỗ Hiếu                               |       | Vũ Cát Tường    | Mơ                       | Vũ Cát Tường                               |       |
| 23  | 2017 | Noo Phước Thịnh | Chạm khẽ tim anh một chút thôi      | Tăng Nhật Tuệ                         |       | Vũ Cát Tường    | Buổi sáng bình thường    | Vũ Cát Tường                               |       |
| 24  | 2018 | Bùi Anh Tuấn    | Chốn cũ                             | Zen                                   |       | Đông Nhi        | Giả vờ say               | Đỗ Hiếu                                    |       |
| 25  | 2019 | Noo Phước Thịnh | Thương em là điều anh không thể ngờ | Triết Phạm                            |       | Hoàng Thùy Linh | Để Mị nói cho mà nghe    | DTAP                                       |       |
| 26  | 2020 | Jack            | Hoa hải đường                       | Jack                                  |       | Vũ Cát Tường    | Hành tinh ánh sáng       | Vũ Cát Tường                               |       |
| 27  | 2021 | Noo Phước Thịnh | Cơn mưa băng giá                    | Lê Thành Trung                        |       |                 |                          |                                            |       |
| 28  | 2022 | Ngô Kiến Huy    | Tất cả đứng im                      | RIN9                                  |       | Phương Anh      | Công danh nào bằng mẹ    | Phạm Hồng Biển (nhạc), Tuấn Sông Thu (lời) |       |
| 29  | 2023 |                 |                                     |                                       |       | Hòa Minzy       | Thị Mầu                  | Nguyễn Hoàng Phong                         |       |
| 30  | 2024 |                 |                                     |                                       |       | Trang Pháp      | Gửi chồng tương lai      | Trang Pháp                                 |       |

#### Nam ca sĩ và rapper
Từ Giải Mai vàng lần thứ 29 - 2023 xuất hiện hạng mục Nam sĩ và rapper được yêu thích nhất.
| Lần | Năm  | Tên              | Ca khúc       | Sáng tác         | Nguồn |
| --- | ---- | ---------------- | ------------- | ---------------- | ----- |
| 29  | 2023 | Đen Vâu          | Nấu ăn cho em | Đen Vâu          |       |
| 30  | 2024 | Soobin Hoàng Sơn | Giá như       | Soobin Hoàng Sơn |       |

#### Ca sĩ âm hưởng dân ca và truyền thống cách mạng
| Lần | Năm  | Nam           | Nam                            | Nam                                           | Nguồn | Nữ                | Nữ                        | Nữ                                 | Nguồn |
| Lần | Năm  | Ca sĩ         | Bài hát                        | Sáng tác                                      | Nguồn | Ca sĩ             | Bài hát                   | Sáng tác                           | Nguồn |
| --- | ---- | ------------- | ------------------------------ | --------------------------------------------- | ----- | ----------------- | ------------------------- | ---------------------------------- | ----- |
| 9   | 2003 | Đan Trường    | Giấc mơ màu xanh               | Lê Quang                                      |       | Hồng Nhung        | Một ngày mới              | Huy Tuấn                           |       |
| 10  | 2004 | Quang Linh    | Xóm nhỏ                        | Đình Văn                                      |       | Vân Khánh         | Huế thương                | An Thuyên                          |       |
| 11  | 2005 | Đan Trường    | Chim trắng mồ côi              | Minh Vy Hồng Xương Long                       |       | Cẩm Ly            | Chim trắng mồ côi         | Minh Vy Hồng Xương Long            |       |
| 12  | 2006 | Tùng Dương    | Ôi quê tôi                     | Lê Minh Sơn                                   |       | Vân Khánh         | Neo đậu bến quê           | An Thuyên                          |       |
| 13  | 2007 | Đan Trường    | Nội tôi                        | Đình Văn                                      |       | Cẩm Ly            | Tiếng thạch sùng          | Minh Vy                            |       |
| 14  | 2008 | -             | -                              | -                                             |       | Cẩm Ly            | Mình ơi                   | Minh Vy                            |       |
| 15  | 2009 | Nguyên Vũ     | Đường về miền Trung            | Vũ Quốc Vi                                    |       | Cẩm Ly            | Nỗi buồn mẹ tôi           | Minh Vy                            |       |
| 16  | 2010 | Đàm Vĩnh Hưng | Bài ca không quên              | Phạm Minh Tuấn                                |       | Cẩm Ly            | Gió lên                   | Minh Vy                            |       |
| 17  | 2011 | -             | -                              | -                                             |       | Uyên Trang        | Cô gái Sài Gòn đi tải đạn | Lư Nhất Vũ                         |       |
| 18  | 2012 | -             | -                              | -                                             |       | Thanh Thúy        | Hương thầm                | Vũ Hoàng                           |       |
| 19  | 2013 | -             | -                              | -                                             |       | Phương Mỹ Chi     | Quê em mùa nước lũ        | Tiến Luân                          |       |
| 20  | 2014 | Đức Tuấn      | Tổ quốc gọi tên mình           | Thơ: Nguyễn Phan Quế Mai Nhạc: Đinh Trung Cẩn |       | Nguyễn Thiện Nhân | Mẹ yêu con                | Nguyễn Văn Tý                      |       |
| 21  | 2015 | Hoài Lâm      | Sa mưa giông                   | Bắc Sơn                                       |       | Thanh Thúy        | Cô gái vót chông          | Thơ: Lô Mô Y Choi Nhạc: Hoàng Hiệp |       |
| 22  | 2016 | Hồ Văn Cường  | Còn thương rau đắng mọc sau hè | Bắc Sơn                                       |       | -                 | -                         | -                                  |       |
| 23  | 2017 | -             | -                              | -                                             |       | Phi Nhung         | Bỏ quê                    | Sơn Hạ                             |       |
| 24  | 2018 | -             | -                              | -                                             |       | Phương Anh Bolero | Mưa chiều miền Trung      | Hồng Xương Long                    |       |
| 25  | 2019 | -             | -                              | -                                             |       | Tố My             | Thương con chốt sang sông | Phạm Hồng Biển                     |       |
| 26  | 2020 | -             | -                              | -                                             |       | Phương Anh Bolero | Thương lắm miền Trung ơi  | Hoài Duy                           |       |
| 27  | 2021 | -             | -                              | -                                             |       | Phi Nhung         | Bậu ơi đừng khóc          | Hamlet Trương                      |       |

#### Ca sĩ nhí
Từ Giải Mai vàng lần thứ 23 - 2017 xuất hiện hạng mục Ca sĩ nhí được yêu thích nhất.
| Lần | Năm  | Ca sĩ         | Bài hát | Nguồn |
| --- | ---- | ------------- | ------- | ----- |
| 23  | 2017 | Võ Khánh Ngọc | Mẹ      |       |

#### Nhóm hát
Từ Giải Mai vàng lần thứ 3 - 1997 xuất hiện hạng mục Nhóm hát được yêu thích nhất.
| Lần | Năm  | Nhóm hát   | Bài hát                           | Sáng tác                          | Nguồn |
| --- | ---- | ---------- | --------------------------------- | --------------------------------- | ----- |
| 3   | 1997 | Ba con mèo | Mẹ yêu                            | Phương Uyên                       |       |
| 4   | 1998 | -          | -                                 | -                                 |       |
| 5   | 1999 | -          | -                                 | -                                 |       |
| 6   | 2000 | Mắt Ngọc   | Liên khúc Tuổi học trò            | Nguyễn Ngọc Thiện Trần Thanh Tùng |       |
| 7   | 2001 | 1088       | Bài ca tặng em                    | Đỗ Quang                          |       |
| 8   | 2002 | MTV        | Nhiều ca khúc trẻ trung, sôi động | -                                 |       |
| 9   | 2003 | -          | -                                 | -                                 |       |
| 10  | 2004 | AC&M       | Tôi ru em ngủ                     | Trịnh Công Sơn                    |       |
| 11  | 2005 | 5 Dòng Kẻ  | Cánh hồng                         | Bảo Lan                           |       |
| 12  | 2006 | The Bells  | Mây và núi                        | Vĩnh Tâm                          |       |
| 13  | 2007 | 5 Dòng Kẻ  | Độc huyền cầm                     | Bảo Lan                           |       |
| 14  | 2008 | 5 Dòng Kẻ  | Giọt mưa                          | Minh Châu                         |       |
| 15  | 2009 | Mây Trắng  | Nhớ                               | Phạm Khánh Hưng                   |       |
| 16  | 2010 | -          | -                                 | -                                 |       |
| 17  | 2011 | V.Music    | Xinh tươi Việt Nam                | Nguyễn Hồng Thuận                 |       |
| 18  | 2012 | 365        | Âm nhạc trong tôi                 | Addy Trần                         |       |
| 19  | 2013 | Bee.T      | I love you                        | Phương Uyên                       |       |
| 20  | 2014 | 365        | Anh sợ mất em                     | Only C, Jong Kay                  |       |
| 21  | 2015 |            |                                   |                                   |       |
| 22  | 2016 | Uni5       | Khóc bằng nụ cười                 | Đỗ Hiếu                           |       |
| 23  | 2017 | P336       | Đừng ngại ngùng                   | Khắc Hưng                         |       |
| 24  | 2018 | Monstar    | Giữ lấy làm gì                    | Grey-D                            |       |
| 25  | 2019 | P336       | Chỉ một lần sống                  | Châu Đăng Khoa                    |       |
| 26  | 2020 | Da LAB     | Gác lại âu lo                     | Da LAB                            |       |
| 28  | 2022 | Da LAB     | Chạy khỏi thế giới này            | Da LAB                            |       |

#### Ca khúc
| Lần | Năm  | Ca khúc               | Nhạc sĩ                                        | Ca sĩ                     | Nguồn  |
| --- | ---- | --------------------- | ---------------------------------------------- | ------------------------- | ------ |
| 16  | 2010 | Việt Nam 2020         | Lê Quang, Đàm Vĩnh Hưng                        | Đàm Vĩnh Hưng             | [ 17 ] |
| 17  | 2011 | Căn phòng             | Bảo Lê                                         | Dương Triệu Vũ Lệ Quyên   |        |
| 18  | 2012 | Trăng bơ vơ           | Lâm Thái Hiền                                  | Đàm Vĩnh Hưng             |        |
| 19  | 2013 | Tình về nơi đâu       | Thanh Bùi                                      | Thanh Bùi Tata Young      | [ 18 ] |
| 20  | 2014 | Bốn chữ lắm           | Phạm Toàn Thắng                                | Trúc Nhân Trương Thảo Nhi |        |
| 21  | 2015 |                       |                                                |                           |        |
| 22  | 2016 | Mơ                    | Vũ Cát Tường                                   | Vũ Cát Tường              |        |
| 23  | 2017 |                       |                                                |                           |        |
| 24  | 2018 | Đi tìm tình yêu       | Nhạc: Uhm Gi-yeob & lời Việt: Đinh Trung Chính | Ôn Vĩnh Quang             |        |
| 25  | 2019 | Để Mị nói cho mà nghe | DTAP                                           | Hoàng Thùy Linh           |        |
| 26  | 2020 |                       |                                                |                           |        |
| 27  | 2021 | Bậu ơi đừng khóc      | Hamlet Trương                                  | †Phi Nhung                |        |
| 28  | 2022 | Bên trên tầng lầu     | Tăng Duy Tân                                   | Tăng Duy Tân              |        |
| 29  | 2023 | Cắt đôi nỗi sầu       | Tăng Duy Tân                                   | Tăng Duy Tân              |        |
| 30  | 2024 | Thuận nước đẩy thuyền | S.T Sơn Thạch, Thanh Hưng, Andiez Nam Trương   | S.T Sơn Thạch             |        |

#### MV (video ca nhạc)
| Lần | Năm  | MV                  | Đạo diễn                     | Nghệ sĩ          |
| --- | ---- | ------------------- | ---------------------------- | ---------------- |
| 23  | 2017 | Mẹ                  | Nguyễn Thành Nam             | Võ Khánh Ngọc    |
| 24  | 2018 | Chốn cũ             | Đinh Hà Uyên Thư             | Bùi Anh Tuấn     |
| 25  | 2019 | Truyền thái y       | Đinh Hà Uyên Thư             | Ngô Kiến Huy     |
| 27  | 2021 | Chim quý trong lòng | Đặng Văn Thắng Trần Duy Long | Văn Mai Hương    |
| 29  | 2023 | Thena               | Ứng Kiên                     | Phúc Anh         |
| 30  | 2024 | Giá như             | Lâm Đạo Đạo                  | Soobin Hoàng Sơn |

#### Nhạc sĩ
| Lần | Năm  | Nhạc sĩ           | Bài hát                          | Nguồn |
| --- | ---- | ----------------- | -------------------------------- | ----- |
| 3   | 1997 | Hoàng Hiệp        | Đánh mất (phổ thơ Thanh Nguyên)  | [ 9 ] |
| 4   | 1998 | Nguyễn Đức Trung  | Giã từ dĩ vãng                   | [ 9 ] |
| 5   | 1999 | Trần Tiến         | Chị tôi                          | [ 9 ] |
| 6   | 2000 | Nguyễn Nam        | Dịu dàng sắc xuân                | [ 9 ] |
| 7   | 2001 | Hoài An           | Tình thơ                         | [ 9 ] |
| 8   | 2002 | Lê Quang          | Dòng máu Lạc Hồng                | [ 9 ] |
| 9   | 2003 | Lê Quang          | Giấc mơ màu xanh                 | [ 9 ] |
| 10  | 2004 | Đức Trí           | Katy                             | [ 9 ] |
| 11  | 2005 | Đức Trí           | Ước mơ trong đời                 | [ 9 ] |
| 12  | 2006 | Hồ Hoài Anh       | Dẫu có lỗi lầm                   | [ 9 ] |
| 13  | 2007 | Võ Thiện Thanh    | Chuông gió                       | [ 9 ] |
| 14  | 2008 | Nguyễn Hồng Thuận | Tình yêu diệu kỳ Hơi ấm ngày xưa | [ 9 ] |
| 15  | 2009 | Minh Vy           | Nỗi buồn mẹ tôi                  | [ 9 ] |

#### Đạo diễn
Từ Giải Mai Vàng lần thứ 11 - 2005 đến lần thứ 15 - 2009 trao cho hạng mục Đạo diễn ca nhạc được yêu thích nhất
| Lần | Năm  | Đạo diễn          | Chương trình                                                                                    | Nguồn |
| --- | ---- | ----------------- | ----------------------------------------------------------------------------------------------- | ----- |
| 11  | 2005 | † Huỳnh Phúc Điền | Việt Nam ca hát                                                                                 | [ 9 ] |
| 12  | 2006 | Phạm Hoàng Nam    | Đêm nhạc Trịnh Công Sơn: Như cánh vạc bay Mỹ Linh Tour 6                                        | [ 9 ] |
| 13  | 2007 | † Huỳnh Phúc Điền | Live show Đàm Vĩnh Hưng: Thương hoài ngàn năm Live Show Tuấn Ngọc - Khánh Hà: Nối vòng Việt Nam | [ 9 ] |
| 14  | 2008 | † Huỳnh Phúc Điền | Duyên dáng VN 19-Phố Live show Mỹ Tâm: Sóng đa tần Live Show Quang Dũng: Love story             | [ 9 ] |
| 15  | 2009 | Trần Vi Mỹ        | Live show Đàm Vĩnh Hưng: Người tình                                                             | [ 9 ] |

### Lĩnh vực văn học

#### Nhà văn
Hạng mục Nhà văn xuất hiện từ Giải Mai vàng lần thứ 3 - 1997 đến Giải Mai vàng lần thứ 7 - 2001 (ngoại trừ lần thứ 4 - 1998 hạng mục này không được trao).
| Lần | Năm  | Nhà văn           | Tác phẩm                      | Thể loại    | Nguồn |
| --- | ---- | ----------------- | ----------------------------- | ----------- | ----- |
| 3   | 1997 | Nguyễn Quang Sáng | Vểnh râu                      | Truyện ngắn | [ 9 ] |
| 4   | 1998 |                   |                               |             | [ 9 ] |
| 5   | 1999 | Sơn Nam           | Hương rừng Cà Mau (tập 2 & 3) | Truyện ngắn | [ 9 ] |
| 6   | 2000 | Nguyễn Ngọc Tư    | Ngọn đèn không tắt            | Truyện ngắn | [ 9 ] |
| 7   | 2001 | Nguyễn Xuân Khánh | Hồ Quý Ly                     | Tiểu thuyết | [ 9 ] |

#### Nhà thơ
Hạng mục Nhà thơ xuất hiện từ Giải Mai vàng lần thứ 3 - 1997 đến Giải Mai vàng lần thứ 7 - 2001 (ngoại trừ lần thứ 4 - 1998 hạng mục này không được trao).
| Lần | Năm  | Nhà thơ     | Tác phẩm                                | Nguồn |
| --- | ---- | ----------- | --------------------------------------- | ----- |
| 3   | 1997 | Nguyễn Duy  | Tuyển tập thơ Bụi                       | [ 9 ] |
| 4   | 1998 |             |                                         | [ 9 ] |
| 5   | 1999 | Ly Hoàng Ly | Cỏ trắng                                | [ 9 ] |
| 6   | 2000 | Lê Giang    | Những bài thơ trên đường sưu tầm dân ca | [ 9 ] |
| 7   | 2001 | Chim Trắng  | Hát lời cỏ hát                          | [ 9 ] |

#### Tác phẩm
Hạng mục Tác phẩm xuất hiện từ Giải Mai vàng lần thứ 29 - 2023.
| Lần | Năm  | Nhà văn              | Tác phẩm          | Thể loại           | Nguồn |
| --- | ---- | -------------------- | ----------------- | ------------------ | ----- |
| 29  | 2023 | Nguyễn Thị Minh Ngọc | Cô đào hát        | Tuyển tập kịch bản |       |
| 30  | 2024 | Xuân Phượng          | Khắc đi… khắc đến | Hồi ký             |       |

### Lĩnh vực hội họa

#### Tranh
Hạng mục Tranh xuất hiện từ Giải Mai vàng lần thứ 29 - 2023.
| Lần | Năm  | Nhà văn           | Tác phẩm       | Nguồn |
| --- | ---- | ----------------- | -------------- | ----- |
| 29  | 2023 | Nguyễn Trọng Hoàn | Rừng 2         |       |
| 30  | 2024 | Phùng Quảng Đông  | Đường trên cao |       |

### Lĩnh vực hội họa

#### Tranh
Hạng mục Nhiếp ảnh xuất hiện từ Giải Mai vàng lần thứ 29 - 2023.
| Lần | Năm  | Nhiếp ảnh gia    | Bộ ảnh                                                                             | Nguồn |
| --- | ---- | ---------------- | ---------------------------------------------------------------------------------- | ----- |
| 29  | 2023 | Nguyễn Văn Phụng | Những cây cầu trong lòng thành phố                                                 |       |
| 30  | 2024 | Kiều Anh Dũng    | Diễn tập Phòng cháy chữa cháy - Cứu hỏa cứu nạn nhà ga Metro Bến Thành - Suối Tiên |       |

### Lĩnh vực thời trang

#### Nhà thiết kế thời trang
Hạng mục Nhà thiết kế thời trang xuất hiện từ Giải Mai vàng lần thứ 5 - 1999 đến Giải Mai vàng lần thứ 15 - 2009 (ngoại trừ lần thứ 6 đến lần thứ 9 - 2000 đến 2003 hạng mục này không được trao).
| Lần | Năm  | Nhà thiết kế thời trang | Bộ sưu tập                                            | Nguồn |
| --- | ---- | ----------------------- | ----------------------------------------------------- | ----- |
| 5   | 1999 | Minh Hạnh               | Áo dài Việt Nam (được giới thiệu trong và ngoài nước) |       |
| 6   | 2000 | Không trao giải         | Không trao giải                                       |       |
| 7   | 2001 | Không trao giải         | Không trao giải                                       |       |
| 8   | 2002 | Không trao giải         | Không trao giải                                       |       |
| 9   | 2003 | Không trao giải         | Không trao giải                                       |       |
| 10  | 2004 | Minh Hạnh               | Festival Huế 2004                                     |       |
| 11  | 2005 | Võ Việt Chung           | Mơ về Châu Á                                          |       |
| 12  | 2006 | Võ Việt Chung           | Cô Ba xứ Việt                                         |       |
| 13  | 2007 | Võ Việt Chung           | Phượng Sài Gòn                                        |       |
| 14  | 2008 | Võ Việt Chung           | Hoa hậu Hoàn Vũ 2008 Ngọc Viễn Đông                   |       |
| 15  | 2009 | Võ Việt Chung           | Xuân - hạ - thu - đông                                |       |

### Lĩnh vực múa

#### Nhóm múa
Hạng mục Nhóm múa được yêu thích nhất xuất hiện trong Giải Mai vàng lần thứ 9 - 2003.
| Lần | Năm  | Nhóm múa           | Tác phẩm                    |
| --- | ---- | ------------------ | --------------------------- |
| 9   | 2003 | Những Ngôi Sao Nhỏ | Chương trình Nhớ ơn thầy cô |

### Top cá nhân, tập thể

#### 5 đơn vị của Hội đồng Nghệ thuật Giải Mai Vàng
Giải Mai Vàng 2002 trao cho Hội đồng Nghệ thuật Giải Mai Vàng, nhằm khuyến khích một số đơn vị, cá nhân đã tạo được hiệu quả tốt trong việc góp phần xây dựng nếp sống văn hóa nghệ thuật lành mạnh, xây dựng con người mới
| Lần 8 (2002) |
| --- |
| - Ngọc Huyền - Võ Trọng Nam - Trung tâm văn hóa Hóc Môn - Nhà văn hóa phụ nữ TP.HCM - Chương trình Tạp chí văn nghệ chủ nhật (HTV) |

#### 10 ca sĩ của năm
Từ Giải Mai vàng lần thứ 16 - 2010, Ngoài việc trao 15 giải chính thức cho các nghệ sĩ và tác phẩm được bầu chọn còn có sự tôn vinh 10 ca sĩ với danh hiệu Ca sĩ của năm 2010. Đây là những ca sĩ có phiếu bầu chọn cao nhất của bạn đọc:
| Lần 16 (2010) | Lần 17 (2011) | Lần 18 (2012) | Lần 19 (2013) | Lần 20 (2014) |
| --- | --- | --- | --- | --- |
| - Đàm Vĩnh Hưng - Mỹ Tâm - Thanh Thảo - Cẩm Ly - Noo Phước Thịnh - Cao Thái Sơn - Hồ Quỳnh Hương - Đông Nhi - Nguyên Vũ - Khánh Phương | - Hồ Ngọc Hà - Minh Hằng - Đàm Vĩnh Hưng - Cẩm Ly - Thanh Thúy - Thu Thủy - Noo Phước Thịnh - Uyên Trang - Hà Anh Tuấn - Dương Triệu Vũ | - Hồ Ngọc Hà - Đàm Vĩnh Hưng - Cẩm Ly - Đông Nhi - Phi Nhung - Vy Oanh - Noo Phước Thịnh - Thanh Thúy - Uyên Trang - Dương Triệu Vũ | - Quang Anh - Phương Mỹ Chi - Thanh Bùi - Hồ Trung Dũng - Đàm Vĩnh Hưng - Uyên Linh - Cẩm Ly - Đông Nhi - Phi Nhung - Noo Phước Thịnh | - Đàm Vĩnh Hưng - Hoài Lâm - Quang Linh - Nguyễn Thiện Nhân - Đông Nhi - Phi Nhung - Mỹ Tâm - Noo Phước Thịnh - Thanh Thúy - Đức Tuấn |

#### 10 nghệ sĩ của năm
Từ Giải Mai vàng lần thứ 21 - 2015, Căn cứ vào kết quả bầu chọn của bạn đọc, Ban Tổ chức đã chọn ra 10 gương mặt có số phiếu bầu chọn của bạn đọc cao nhất được vinh danh "10 nghệ sĩ của năm":
| Lần 21 (2015) | Lần 22 (2016) | Lần 23 (2017) | Lần 25 (2019) |
| --- | --- | --- | --- |
| 1. Trường Giang 2. Hoài Lâm 3. Bình Minh 4. Khởi My 5. Đông Nhi 6. Nabi Nhã Phương 7. Chi Pu 8. Trấn Thành 9. Noo Phước Thịnh 10. Thanh Thúy | 1. Hồ Văn Cường 2. Trường Giang 3. Ngô Kiến Huy 4. Việt Hương 5. Khởi My 6. Nguyễn Thiện Nhân 7. Đông Nhi 8. Nhã Phương 9. Noo Phước Thịnh 10. Vũ Cát Tường | 1. Hồ Văn Cường 2. Chi Dân 3. Trường Giang 4. Ngô Kiến Huy 5. Võ Khánh Ngọc 6. Đông Nhi 7. Phi Nhung 8. Khả Như 9. Noo Phước Thịnh 10. Vũ Cát Tường | 1. Cao Minh Đạt 2. Đại Nghĩa 3. Hoàng Thùy Linh 4. Lâm Vỹ Dạ 5. Ninh Dương Lan Ngọc 6. Noo Phước Thịnh 7. Phi Nhung 8. Thoại Mỹ 9. Tố My 10. Võ Minh Lâm |

#### 10 nghệ sĩ và 3 tác phẩm của năm
Từ Giải Mai vàng lần thứ 24 - 2018, Căn cứ vào kết quả bầu chọn của bạn đọc, Ban Tổ chức đã chọn ra 10 gương mặt có số phiếu bầu chọn của bạn đọc cao nhất được vinh danh "10 nghệ sĩ và 3 tác phẩm của năm":
| Lần 24 (2018) |
| --- |
| 1. Bùi Anh Tuấn 2. Noo Phước Thịnh 3. Đông Nhi 4. Phương Anh Bolero 5. Tố My 6. Khả Như 7. Lâm Vỹ Dạ 8. Trung Dũng 9. Thúy Ngân 10. Ngô Kiến Huy 11. Vở nhạc kịch "Tiên Nga" 12. MV "Mặt trời vẫn đến mỗi ngày" 13. MV "Phận mồ côi" |

### Nghệ sĩ vì cộng đồng
Giải Mai vàng lần thứ 26 - 2020, trao giải cho nghệ sĩ làm từ thiện, hy sinh cho cộng đồng nhất:
| Lần | Năm  | Nghệ sĩ             |
| --- | ---- | ------------------- |
| 26  | 2020 | Hoài Linh Đại Nghĩa |
| 27  | 2021 | Quyền Linh          |
| 29  | 2023 | Đen Vâu             |

### Nghệ sĩ trọn đời vì cộng đồng
Giải Mai vàng lần thứ 27 - 2021, trao giải cho nghệ sĩ làm từ thiện lâu dài, có nhiều hy sinh cho cộng đồng nhất:
| Lần | Năm  | Nghệ sĩ   |
| --- | ---- | --------- |
| 27  | 2021 | Kim Cương |
| 28  | 2022 | Lệ Thủy   |
| 30  | 2023 | Trà Giang |

## Kỷ lục

### Các nghệ sĩ đoạt nhiều Giải Mai Vàng (6 giải trở lên)
| STT | Nghệ Sĩ         | Số Giải | Hạng Mục |
| --- | --------------- | ------- | --- |
| 1   | NSƯT Hoài Linh  | 11      | - Nghệ sĩ hài (2006, 2007, 2009, 2010, 2011, 2012, 2014) - Nam nghệ sĩ kịch nói (2009) - Nam diễn viên sân khấu (2011, 2013) - Nghệ sĩ vì cộng động (2020) |
| 2   | Trường Giang    | 8       | - Nam diễn viên sân khấu (2015, 2016, 2017) - Nghệ sĩ hài (2015, 2016, 2017) - Nam diễn viên điện ảnh - truyền hình (2016) - Người dẫn chương trình (2016) |
| 2   | NSƯT Thành Lộc  | 8       | - Nam nghệ sĩ kịch nói (1996, 1998, 2002, 2005) - Đạo diễn sân khấu (2007, 2009) - Nam diễn viên sân khấu (2012, 2014)                                     |
| 3   | Đàm Vĩnh Hưng   | 7       | - Nam ca sĩ nhạc nhẹ (2007, 2008, 2009, 2010, 2011, 2012) - Ca sĩ hát nhạc âm hưởng dân ca và truyền thống cách mạng (2010)                                |
| 3   | Noo Phước Thịnh | 7       | - Nam ca sĩ nhạc nhẹ (2013, 2014, 2015, 2016, 2017, 2019, 2021)                                                                                            |
| 3   | Ngô Kiến Huy    | 7       | - Nam diễn viên điện ảnh - truyền hình (2017, 2021) - Người dẫn chương trình (2018, 2020, 2021, 2022) - Nam ca sĩ nhạc nhẹ (2022)                          |
| 3   | Võ Minh Lâm     | 7       | - Nam diễn viên sân khấu (2010, 2018, 2019, 2020, 2021, 2022, 2023)                                                                                        |
| 4   | Đan Trường      | 6       | - Nam ca sĩ (2001, 2002) - Ca sĩ hát nhạc âm hưởng dân ca và truyền thống cách mạng (2003, 2005, 2007) - Nam ca sĩ nhạc nhẹ (2004)                         |
| 4   | Cẩm Ly          | 6       | - Nữ ca sĩ (2002) - Ca sĩ hát nhạc âm hưởng dân ca và truyền thống cách mạng (2005, 2007, 2008, 2009, 2010)                                                |
| 4   | Quyền Linh      | 6       | - Nam diễn viên điện ảnh - truyền hình (1999) - Người dẫn chương trình (2006, 2007, 2008, 2011) - Nghệ sĩ vì cộng đồng (2021)                              |
| 4   | Lê Khánh        | 6       | - Nữ diễn viên sân khấu (2010, 2011, 2012, 2013, 2015, 2023)                                                                                               |

## Các nghệ sĩ lọt Top 10 của năm nhiều nhất (Từ 5 lần trở lên)
| Nghệ sĩ         | Số lần | Năm                                                          |
| --------------- | ------ | ------------------------------------------------------------ |
| Noo Phước Thịnh | 10     | - 2010, 2011, 2012, 2013, 2014, 2015, 2016, 2017, 2018, 2019 |
| Đông Nhi        | 8      | - 2010, 2012, 2013, 2014, 2015, 2016, 2017, 2018             |
| Phi Nhung       | 6      | - 2012, 2013, 2014, 2017, 2018, 2019                         |
| Trường Giang    | 5      | - 2010, 2011, 2012, 2013, 2014                               |
| Đàm Vĩnh Hưng   | 5      | - 2010, 2011, 2012, 2013, 2014                               |